# Удаци-Лучени (Бузау)
Удаци-Лучени (рум. Udați-Lucieni) насеље је у Румунији у округу Бузау у општини Смени. Oпштина се налази на надморској висини од 64 m.

## Становништво
Према подацима из 2002. године у насељу је живело 434 становника, од којих су сви румунске националности.